# Sonny Sandoval
Paul Joshua "Sonny" Sandoval (nascido em 16 de maio de 1974) é um cantor e rapper americano. Ele é mais conhecido como co-fundador e vocalista da banda cristã P.O.D. de metal alternativo.

## História

### Vida
Sandoval nasceu em San Diego, Califórnia, para uma mãe italiana-Chamorro e um pai havaiano-espanhol. Ele cresceu no bairro de Otay Mesa no sul de San Diego, e se juntou a uma gangue com treze anos de idade. Ele bebia e usava maconha com frequência durante a sua adolescência.
No entanto, em 1992, quando ele tinha dezoito anos, a mãe de Sandoval morreu de leucemia com a idade de 37 anos. Durante sua doença, Sandoval foi muito influenciado pela fé de sua mãe como um cristão devoto. Então ele passou a viver como um Cristão e abandonou a vida que levava antes. Voltando a sua vida ao redor, ele seguiu uma carreira como cantor.

### Formação da banda P.O.D.
Sonny foi chamado por seu primo "Wuv" Bernardo para entrar para uma banda recém formada por ele com seu amigo Marcos Curiel. A princípio, ele recusou – mas, depois, mudou de ideia.
Ele se juntou à banda Enoch, um grupo que começou por Wuv Bernardo, Gabe Portillo e Marcos Curiel, que, com a adição de Sandoval, mais tarde tornou-POD (acrônimo para "Payable On Death"). Sandoval afirma suas raízes musicais como reggae, rock e rap, todos os quais são aparentes no POD.

## Carreira

### P.O.D.
Sandoval é mais conhecido como co-fundador e vocalista da banda POD metal alternativo

### The Whosoevers
Desde 2008, Sandoval tem sido parte de uma banda, The Whosoevers, com Lacey Sturm, ex-Flyleaf, e Brian Welch, guitarrista da banda de metal Korn.

### Outros trabalhos
Sandoval apareceu no Project 86 do auto-intitulado álbum na música "Six Sirens". Em 2004, ele contribuiu para duas faixas do auto-intitulado álbum de Anastacia, "Seasons Change" e "I Do". Ele foi nomeado número 63 na Hit Parader do Top 100 Vocalistas de Metal de todos os tempos em 2006.
Em 2009, Sandoval apareceu no novo álbum 'Tribal Seeds' The Harvest, na música "Warning". Em 2010, Sandoval apareceu em War of Ages no álbum Eternal, na canção "Eternal". Em 2010, Sandoval apareceu na quarta Rehab lançamento do álbum de Lecrae, na canção "Filhos da Luz". Em 2011, Sandoval apareceu no single de Dominic Balli, "American Dream". Em 2012, Sandoval apareceu no For Today no álbum Immortal, na canção "The Only Name". Também em 2013, Sandoval apareceu na faixa "Something Better", lançado no EP do Flyleaf "Who We Are".
Atualmente, ele está envolvido com concertos MTV EXIT.

## Vida pessoal

### Família
Ele e sua esposa Shannon se casaram em 1996 e têm duas filhas, Nevaeh e Marley, e um filho, Justice. Sandoval é amplamente creditado com a súbita popularidade do nome Nevaeh, que, como ele revelou na MTV Cribs, é o "céu" soletrado para trás.

### Aparência
Durante a maior parte da carreira do POD, Sandoval era bem conhecido por seus dreadlocks (que, com o lançamento do vídeo de "Going in Blind", tinha alcançado o comprimento da cintura), mas desde o lançamento do sétimo de estúdio do POD álbum, When Angels & Serpents Dance, ele cortou-os. Ele fez isso por causa do significado dos dreads. Ele percebeu as pessoas começaram a usar o estilo como uma forma de olhar fresco e depois ver que o significado não foi visto por fãs, ele então decidiu removê-los.